# Хорлешть (Ясси)
Хорлешть, Хорлешті (рум. Horlești) — село у повіті Ясси в Румунії. Входить до складу комуни Хорлешть.
Село розташоване на відстані 313 км на північ від Бухареста, 16 км на захід від Ясс.

## Населення
За даними перепису населення 2002 року у селі проживали 1928 осіб, усі — румуни. Усі жителі села рідною мовою назвали румунську.